# Jenne Langhout
Jenne Langhout (Batavija, Nizozemska Istočna Indija, 27. rujna 1918.) je bivši nizozemski hokejaš na travi. 
Osvojio je brončano odličje na hokejaškom turniru na Olimpijskim igrama 1948. u Londonu igrajući za Nizozemsku. Na turniru je odigrao svih sedam susreta na mjestu veznog igrača.
Igrao je za hilversumski HMHC.

## Vanjske poveznice
- Profil na Sports-Reference.com  Arhivirana inačica izvorne stranice od 30. siječnja 2012. (Wayback Machine)
- Profil na Database Olympics